# شاكونتالا
أبهيجنانا شاكونتالا (بالديوناكري: अभिज्ञानशाकुन्तलम्)، و(بالإنجليزية: Abhijnanashakuntalam)‏، التَّعرف على شاكونتالا أو الخاتم المفقود؛ هي مسرحية درامِيَّة فلسفيَّة للشاعر المشهور كاليداسا من القرن الرابع الميلادي، والذي يعتبر من أعظم الشعراء الكلاسيكيين الذين ينظمون الشعر بالسنسكريتيَّة. تصف المسرحيَّة المحن والمُغامرات والمشاكل التي تتعرض لها البطلة الأسطوريَّة شاكونتالا. اعتبرت المسرحية من أحسن أعمال كاليداسا الدراميَّة.

## قصة المسرحية
تبدأ القصة من اللحظة التي رأى فيها الملك دوشند [الإنجليزية] شاكونتالا، ابنة السَّاغا (الحكيم) فيشوامتر [الإنجليزية] والحوراء السماوية مينكا [الإنجليزية]، حيث كان الملك خارجًا في رحلة صيد بعيدًا عن مملكته. فشغفت قلبه حُبًّا، وشغفها. فقررا الزواج من فورهما، زواجًا مكلل بالحب والرضى. يُقال لهذا النوع من الزواج زواج غاندهرف [الإنجليزية] وهو ما يُعرف بزواج الحب، وهو أحد أنواع الزواج الثمانية الكلاسيكية عند الهندوس.
وبعد إتمام زواجهما، قفل الملك راجعًا إلى مملكته تاركًا زوجته في بيتها. ولكن عندما علم الحكيم دورفاسا [الإنجليزية] بأمر زواجها من الملك، سخط عليها، فلعنها بلعنة النسيان، وهي أن لا يتعرف عليها زوجها حين يراها؛ لأنَّها نسيت أن تُخبره عن أمر زواجها. وهكذا، غابت عن ذهن الملك، فنسي أنَّ له زوجة. ولكنَّ قلب الحكيم رقَّ حينما رأى تضرع وتوسل شاكونتالا به من أجل رفع اللعنة عنها، فعمد إلى تخفيف حدة اللعنة قليلًا، حيث أخبرها أنَّ الملك سيتذكر كلَّ شيء لحظة أن تُريه الخاتم الذي يرمز إلى اتحادهما.
كان دوشند قد أعطى شاكونتالا خاتمًا كمهر وعلامة تُشير إلى ارتباطهما، ولكنها فقدته قبل أن تتمكن من رؤيته مرة ثانية. ولمَّا حان موعد لقاءهما، أنكرها ولم يعرفها. وهنا، تذهب شاكونتالا لخوض العديد من الرحلات التي تلقى فيها أنواعًا من الشقاء حتى تجد، في نهاية المطاف، الخاتم في بطن سمكة ما. وأخيرًا، وعندما رأى دوشند الخاتم معها، تعرَّف من فوره عليها (ومن هنا جاء اسم المسرحية)، وعاشا في سعادة أبديَّة.

### لسان المسرحية
تشتمل المسرحية على ميزتين تختص بها معظم المسرحيات السنسكريتية القديمة؛ الأولى منهما هي النهاية السعيدة التي تأتي بعد التعرض للصعاب والمحن، والثانية هي أن يكون الحوار في المسرحية مكتوبًا بلغتين مُختلفتين. حيث تتحدث الطبقات العُليا في المسرحية اللغة السنسكريتية، لغة العلم والأدب الرفيع. وأما الطبقات الدُّنيا فتتحدث باللغة الدارجة أو الطبيعية التي اشتقت من السنسكريتية. ومما لا شك فيه أن هذا الاختلاف في الحوار يعكس الحقائق الاجتماعية في الوقت الذي كتبت فيه المسرحية، أي عندما كانت اللغة السنسكريتية هي لغة النخبة، ولكنها كانت دائما تتعلم كلغة ثانية بعد تعلم اللغة الطبيعية.

### الترجمات
كانت شاكونتالا أول دراما هندية تترجم إلى لغة غربية، من قبل السير ويليام جونز في عام 1789. في السنوات المائة التالية، كان هناك ما لا يقل عن 46 ترجمة في اثنتي عشرة لغة أوروبية.